# Ahimsa (zespół muzyczny)
Ahimsa – polska grupa sceny niezależnej powstała w 1989 roku, w Warszawie, nazwa pochodzi od odmiany filozofii hinduistycznej. Założycielami zespołu byli Tomasz Grewiński (instrumenty perkusyjne) i Tomasz Sierajewski (gitara), wkrótce do zespołu dołączył brat Grewińskiego, Mirosław Grewiński (gitara basowa).
Przez dłuższy okres zespół poszukiwał wokalisty, jeden z przejściowych nabytków Paweł Krawczyk został następnym gitarzystą grupy.W 1992 Roberta Krawczyka zmienił Cezary Szostek kolega Mirka ze szkoły średniej.Z którym Ahimsa zagrała kilka koncertów min. w październiku 1993 w Stodole. Pod koniec 1993 r. doszło do zmiany wokalisty i do zespołu przyłączył się na stałe wokalista Andrzej Mazurowski. Zespół wziął udział w Przystanku Woodstock i często koncertował za granicą. Autorką niektórych tekstów grupy jest Kayah, była życiowa partnerka Tomka „Tomika” Grewińskiego. Obecnie jest on jej managerem. Z kolei Paweł Krawczyk gra obecnie w zespole Hey, a Tomek Sierajewski w zespołach Elvis Deluxe, The Black Tapes i Penthouse. Andrzej Mazurowski w latach 1997–2008 był dziennikarzem TVP. Pracował m.in. dla Panoramy, Teleexpressu i Monitora Wiadomości.

## Dyskografia
- Słońce świeci dla wszystkich (MC Harmony Records 1991)
- Live in Reitschulle (MC Harmony Records 1992)
- Ahimsa & Expert (7" EP Harmony Records)
- W pogoni za...  (7" EP Heartcore Records)
- Ducha nie gaście (CD/MC InterSonus 1995)
- HokusPokus (CD/MC Intersonus 1997)